# Kunstmuseum Thun

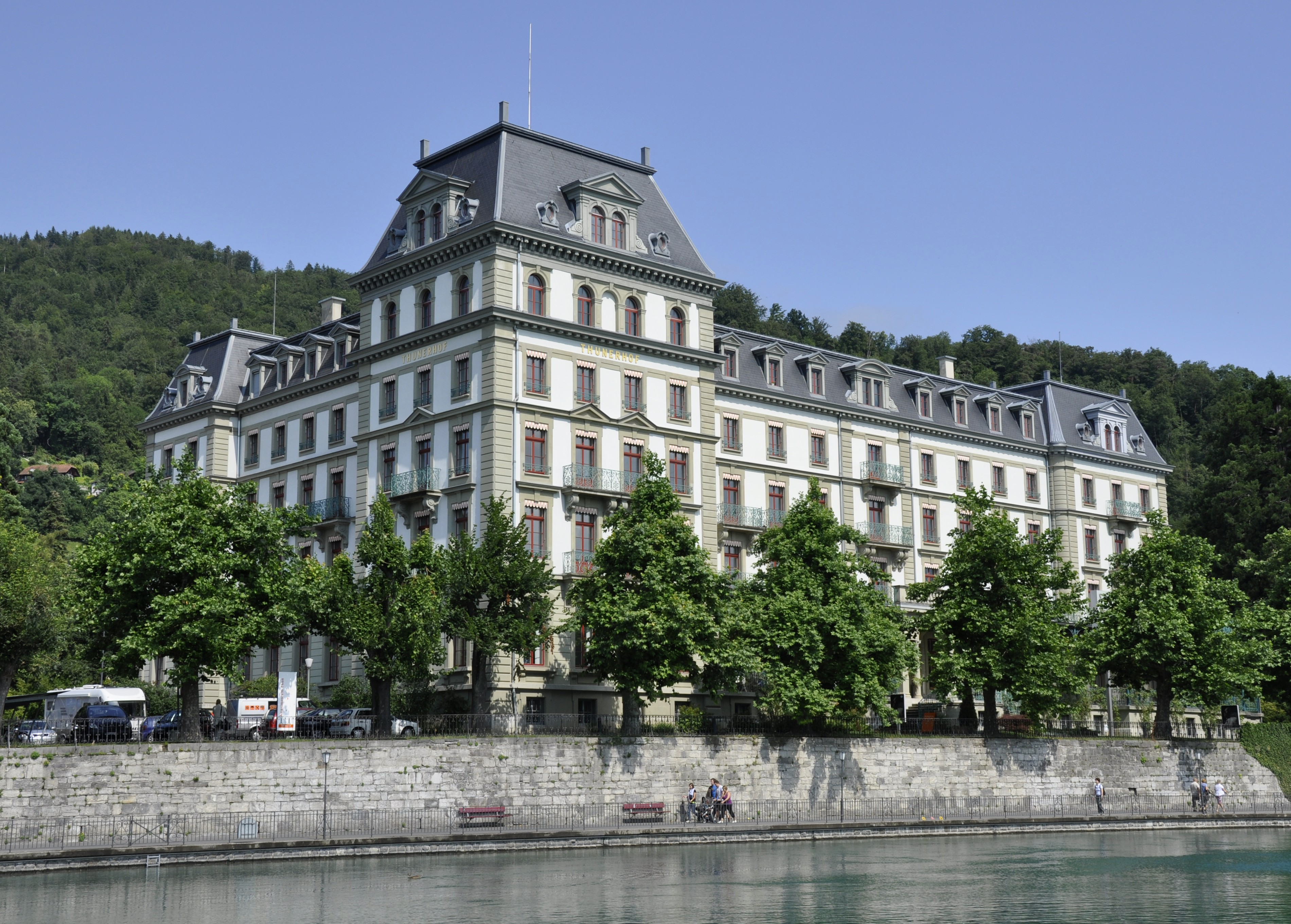
Kunstmuseum Thun

Das Kunstmuseum Thun befindet sich im ehemaligen Hotel «Thunerhof» in Thun im Schweizer Kanton Bern. Es präsentiert in jährlich fünf bis sechs Wechselausstellungen vorwiegend zeitgenössische Kunst.

## Programm
Das Publikum begegnet im Kunstmuseum Thun wichtigen internationalen und nationalen Tendenzen. Beispielsweise präsentierte es Christian Marclay mit einer Einzelausstellung oder realisierte die erste grosse Retrospektive der Künstlerschwestern Claudia & Julia Müller. Gianni Motti und Christoph Büchel realisierten in Thun das Projekt «Cadeaux diplomatiques». Die Ausstellung «Gesellschaftsbilder / Images of Society» thematisierte soziale und politische Statements der Kunst. Immer wieder ermöglichen Ausstellungen auch den Dialog zwischen Kunst der Vergangenheit und der Gegenwart. Zeitgenössische Arbeiten werden dabei auf ihre historischen Wurzeln hin untersucht. Das Kunstmuseum Thun und sein Programm zur Kunstvermittlung richtet sich an ein breites Publikum aller Altersstufen.

### Thun-Panorama
Zum Kunstmuseum gehört das Thun-Panorama im Schadaupark. Das 7,5 Meter hohe und 38 Meter breite Gemälde zeigt eine Kleinstadt um 1810. Der Künstler Marquard Wocher skizzierte es auf einem Dach mitten in der Thuner Altstadt sitzend, bevor er danach das monumentale Rundbild im Atelier anfertigte. Die Perspektive erlaubt Blicke in Wohnstuben, Schulzimmer und Gassen der damaligen Zeit.

## Geschichte der Sammlung
In den 1940er Jahren bemühten sich der Kunstmaler Alfred Glaus, Alt-Gemeinderat Fritz Lehner und Alt-Stadtpräsident Paul Kunz, für das städtische Kulturgut einen geeigneten Ausstellungsort zu finden. Im Sommer 1948 wurde eine Kunstkommission unter dem Vorsitz von Fritz Lehner gewählt, die Alfred Glaus mit der Ordnung, Instandstellung und Leitung der Sammlung betraute.
Seit 1949 ist das Kunstmuseum Thun im ehemaligen Grandhotel «Thunerhof» beheimatet, im Stadtzentrum direkt an der Aare.
Grundstock der Sammlung bildete eine Reihe von Gemälden, die aus den verschiedenen Abteilungen der städtischen Verwaltung stammten. Ein umfangreicher Bestand an grafischen Blättern kam als Geschenk des Landamtmanns Carl Friedrich Ludwig Lohner ins Museum. Später folgte eine Sammlung von Thuner Veduten (vorwiegend Schweizer Kleinmeister) sowie Handzeichnungen und grafische Werke des Thuner Malers Werner Engel.
Auch private Schenkungen ergänzten die Sammlung: 1950 und 1956 übereignete Hans Lüthi-Hefti als erster Donator Teile seiner Sammlung. 1957 übergab Alfred Glaus dem Museum sein vollständiges lithographisches Werk. 1959 erfolgten die ersten Leihgaben des Bundes, später kamen Geschenke von Künstlern hinzu. 
Der Förderverein des Kunstmuseums Thun ermöglichte seit seiner Gründung 1959 zahlreiche Erwerbungen. Hinzu kamen Depositen und Schenkungen von Karl Geiser und Ernst Morgenthaler (1971), Fred Stauffer und Ruth Stauffer (1972), Victor Surbek und Marguerite Frey-Surbek (1977/81), Rudolf Mumprecht (1981), Knud Jacobsen (2018) und vielen anderen.
Neben Beständen von Schweizer Kleinmeistern (Lory, Aberli, Lafond, Wocher, Weibel u. a.) besitzt das Kunstmuseum Arbeiten von Schweizer Kunstschaffenden des 19. und 20. Jahrhunderts. Darunter finden sich Ferdinand Hodler, Cuno Amiet, René Auberjonois, Klara Borter, Paul Klee, Otto Morach, Stefan Haenni, Johannes Itten, Alfred Glaus, Otto Nebel, Varlin und Meret Oppenheim. Ein weiterer Schwerpunkt der Sammlung bilden Werke der Schweizer Pop Art und des Fotorealismus. Die Sammlung wird laufend mit Werken zeitgenössischer Künstler erweitert, wie zum Beispiel Balthasar Burkhard, Karim Noureldin oder Claudia & Julia Müller.
Ankäufe und Schenkungen von Kunstschaffenden aus der Region bereichern die Sammlung. So gehören beispielsweise die monochromen Arbeiten von Peter Willen (* 1941) oder die Fotografien der Thuner Künstlerin Chantal Michel (* 1968) zu der momentan über 5.000 Werke umfassenden Sammlung, die nicht in einer permanenten Ausstellung gezeigt wird. Hingegen werden die Werke im Sammlungskatalog seit ein paar Jahren fortlaufend dokumentiert und online gestellt.

## Geschichte des «Thunerhofs»

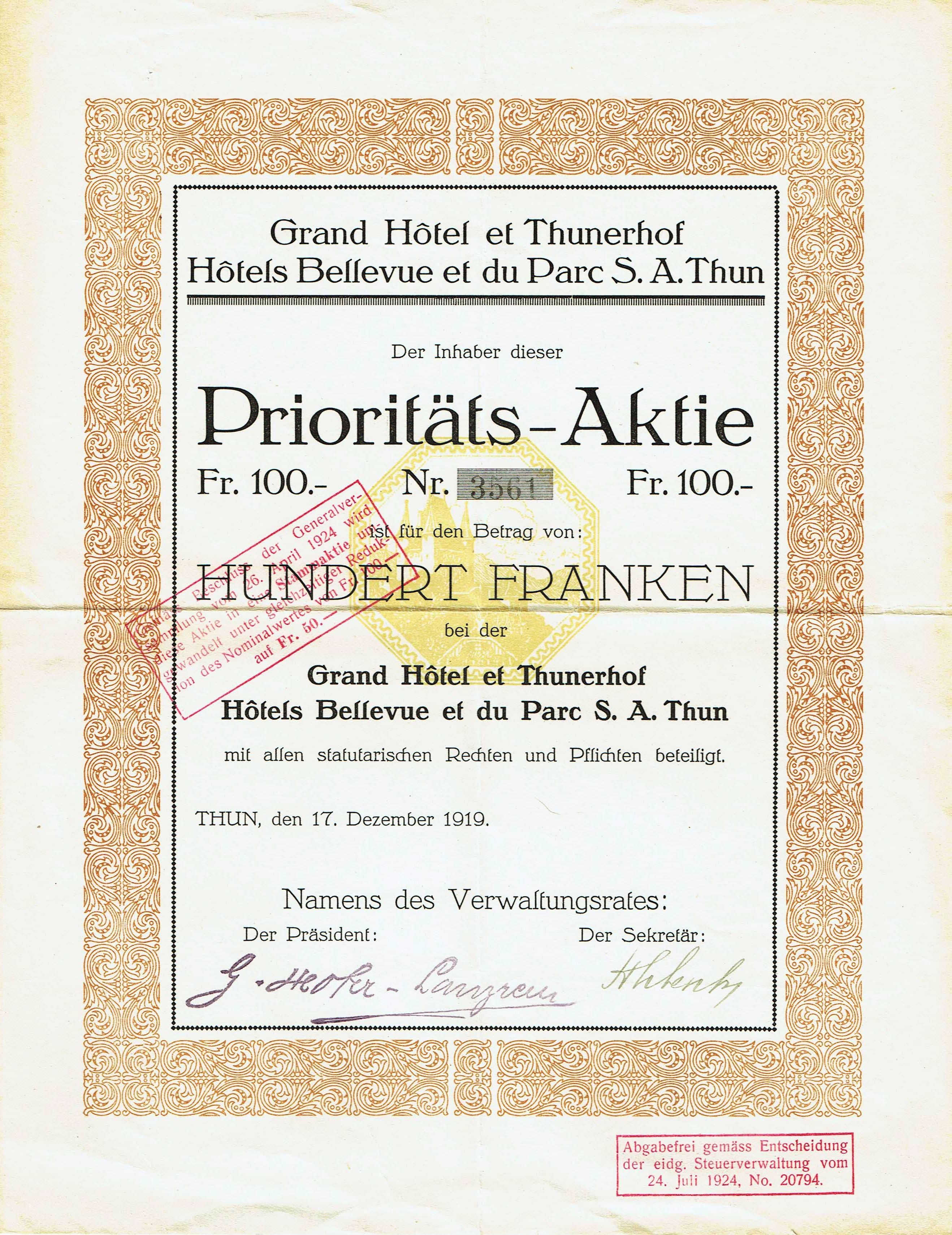
Aktie über 100 Franken der «Grand Hôtel et Thunerhof Hôtels Bellevue et du Parc S. A.» vom 17. Dezember 1919

Das 1875 eröffnete Grandhotel «Thunerhof» wurde von der Baugesellschaft Thun nach Plänen des Architekten Paul Adolphe Tièche aus Bern errichtet. Es handelte sich um einen Hotelbau in französischen Neurenaissanceformen mit 60 Meter Länge, 30 Meter Breite und die Höhe des Hauptbaus betrug 20 Meter. Das Hotel beherbergte in rund 100 Zimmern mit 200 Betten Gäste aus aller Welt.
Der Hotelbetrieb musste 1934 eingestellt werden.
1942 übernahm die Stadt Thun das Haus. Seit seiner Gründung 1948 befindet sich das Kunstmuseum Thun im Erdgeschoss.